# Plavini
Plavini (Sanskriet: plavini = drijven), ook wel drijvende lucht genoemd, is een pranayama (ademhalingstechniek) in yoga. Bij Plavini wordt er als het ware lucht gedronken en wordt de lucht in de maag gehouden. Het zou een middel zijn tegen maagzweer, zuurbranden, overmatig eten en gasvorming.
Plavini is in feite geen echte ademhalingstechniek omdat er geen lucht naar de longen wordt gebracht. De buik zwelt met de techniek iets op en maakt het geluid van een trommel. Verder zou een yogi het enkele dagen kunnen uithouden zonder voedsel en stroomt het bloed sneller door het lichaam.
Na de beoefening van deze pranayama zou men als een lotusblad op het water blijven drijven. Deze techniek zou daarom goed gecombineerd kunnen worden in mineraalbaden of andere baden die bedoeld zijn voor ontspanning, maar kan ook gewoon zittend worden uitgevoerd in een kleermakerszit.
volledige ademhaling · middenrifademhaling · flankademhaling · sleutelbeenademhaling · mondademhaling · neusademhaling

abhyantara bahya stambha vritti · activerende ademhaling · agni prasana · anuloma · anuloma viloma · bhastrika · brahmari · chandra bhedana · chatur mukhi · dirgha sukshma · kapalabhati · kevala kumbhaka · kumbhaka · murcha · nadi sodhana · ohm sahita rechaka · plavini · prachhardana · prana apana samyukta · pratiloma · sahita kumbhaka · sama vritti · samanu · sapta vyahrita · sargarbha sahita kumbhaka · sarva dwara baddha · sithali · sitkari · stambha vritti · sukha purvaka · suksama shwasa prashwasa · surya bhedana · tri bandha kumbhaka · ujjayi · vaya viya kumbhaka · viloma · visama vritti